# Bambu Station
Bambú Station är en karibisk reggaegrupp från Amerikanska Jungfruöarna, och där reggaeartisterna i hög grad koncentrerat sig på den samhällskritiska och vanligen religiösa roots reggaen.  Bambu Station bildades 1996 av sångaren Jalani Horton, så småningom med en rytmsektion bestående av Warren Pedersen II på basgitarr, Philip Merchant på trummor och ”Abihah” Hicks på rytmgitarr. Reemah Vanterpool spelade melodisk gitarr. Gruppen har släppt ett omkring fem album sedan år 2003. Gruppens första officiella inspelning var singeln ”Amadou Diallo” år 2000.
Under andra hälften av '00-talet började några av bandets medlemmar satsa på olika soloprojekt, men de återförenas ofta för att ge livekonserter.

## Medlemmar
Nuvarande medlemmar
- Andy Llanos – trummor, basgitarr, percussion, sång
- Warren Pedersen II – basgitarr, klaviatur, gitarr, percussion
- Tuff Lion – gitarr, basgitarr, klaviatur
- Jalani Horton – sång, gitarr, klaviatur

Tidigare medlemmar
- Philip Merchant – trummor
- ”Abihah” Hicks – rytmgitarr
- Reemah Vanterpool – sologitarr

## Diskografi
Album
- 1999 – Congo Moon (promo)
- 2003 – One Day
- 2006 – Break The Soil
- 2012 – Children Of Exodus

Singlar
- 2000 – "Amadou Diallo"
- 2003 – "Talkin' Roots, Vol. 1"
- 2005 – "Talkin' Roots, Vol. 2"
- 2006 – "Talkin' Roots, Vol. 1" (nyutgåva)